# Rio Orwell
O rio Orwell flui através do condado de Suffolk, Inglaterra, onde se encontra.